# صموئيل أبوت
صموئيل أبوت (بالإنجليزية: Samuel Abbot)‏ هو محامي أمريكي، ولد في 30 مارس 1786 في Wilton, New Hampshire ‏ في الولايات المتحدة، وتوفي في 2 يناير 1839.